# Hermann-Gieseler-Halle
Die Hermann-Gieseler-Halle ist eine Sporthalle im Stadtteil Stadtfeld Ost der Großstadt Magdeburg, Sachsen-Anhalt.

## Lage
Die Hermann-Gieseler-Halle liegt im Südwesten des Stadtteils Stadtfeld Ost an der Wilhelm-Kobelt-Straße. Nahe der Halle verläuft in Nord-Süd-Richtung der Magdeburger Ring. Außerdem ist sie an den ÖPNV durch die Straßenbahnlinien 1 und 5 und die Stadtbuslinie 52 sowie die Regionalbuslinien 612 und 663 über die Haltestellen „Liebknechtstraße“ und „Hermann-Gieseler-Halle“ angebunden. Der Bahnhof Magdeburg-Sudenburg befindet sich in etwa einem Kilometer Entfernung. Neben diversen Masten und Schutzbügeln gibt es direkt an der Halle Fahrradabstellplätze für 21 Räder in Form von Bügelparkern und mehrere Flächen für Kraftfahrzeuge.

## Geschichte

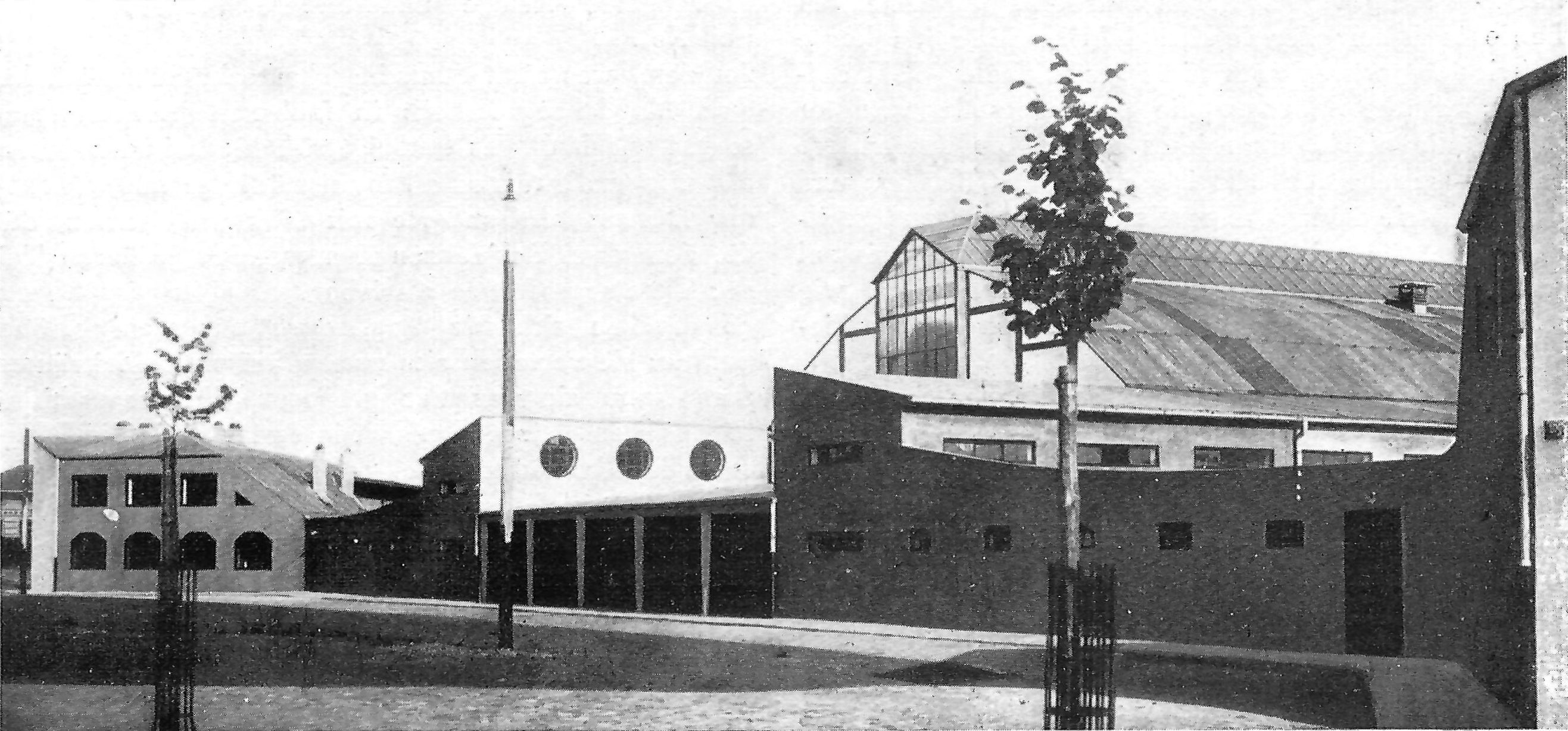
Nordseite der Halle in den 1920er Jahren

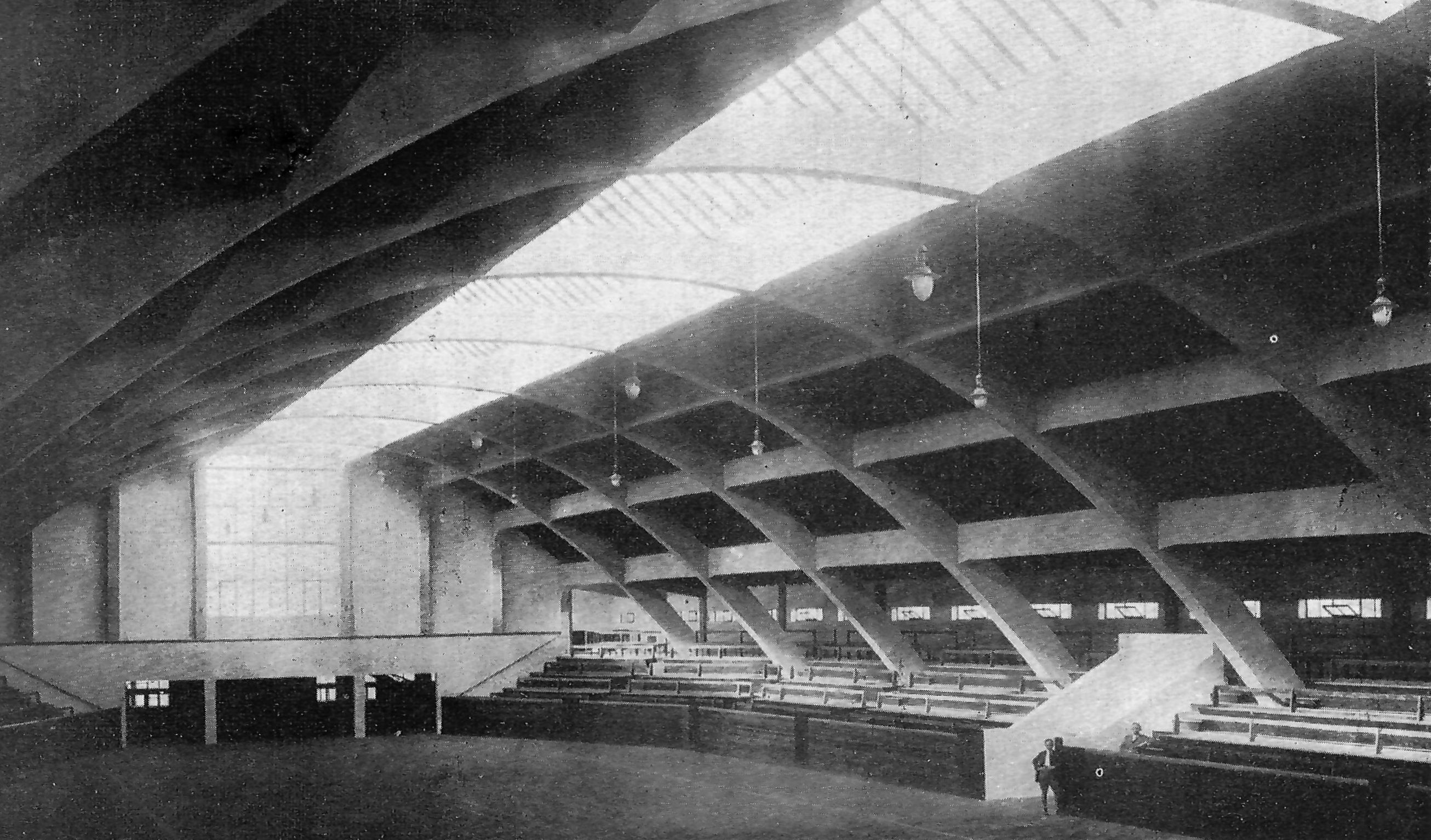
Inneres der Halle in den 1920ern

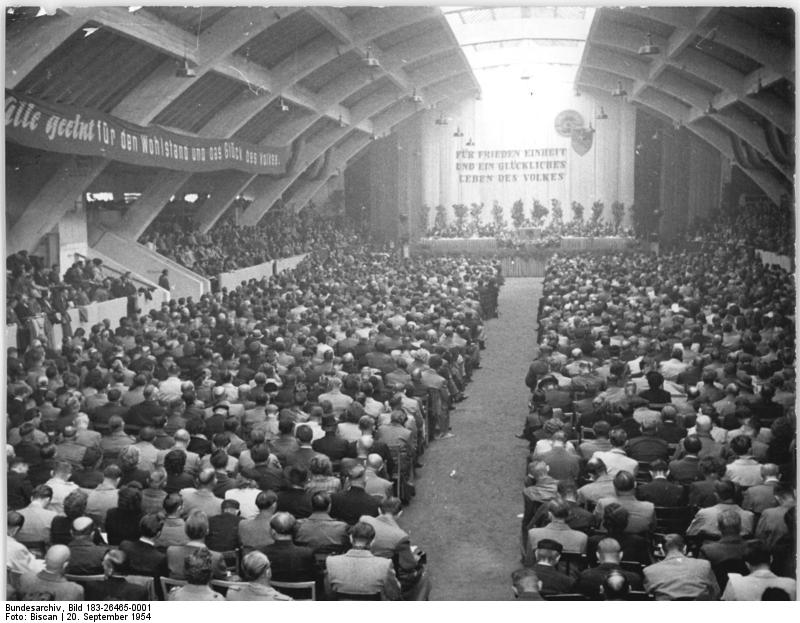
Konferenz der Wählervertretung im Bezirk Magdeburg, 1954

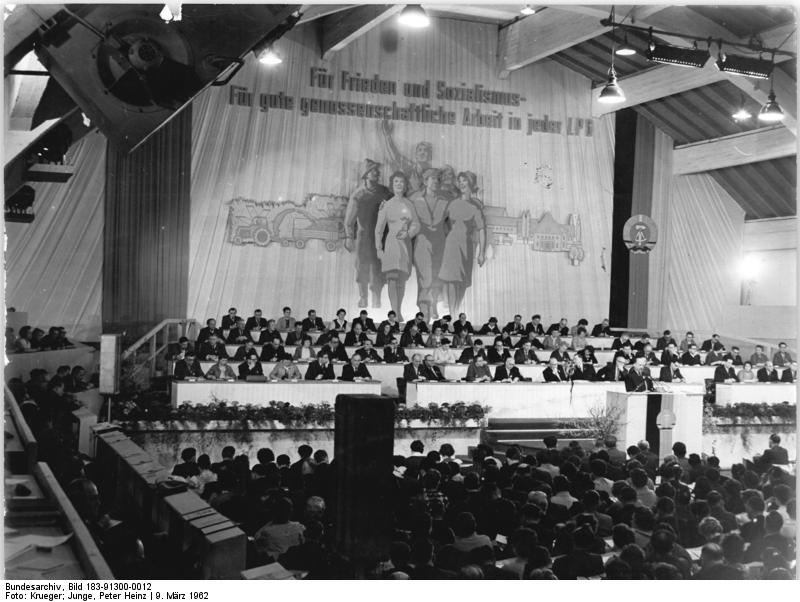
VII. Deutscher Bauernkongress im März 1962

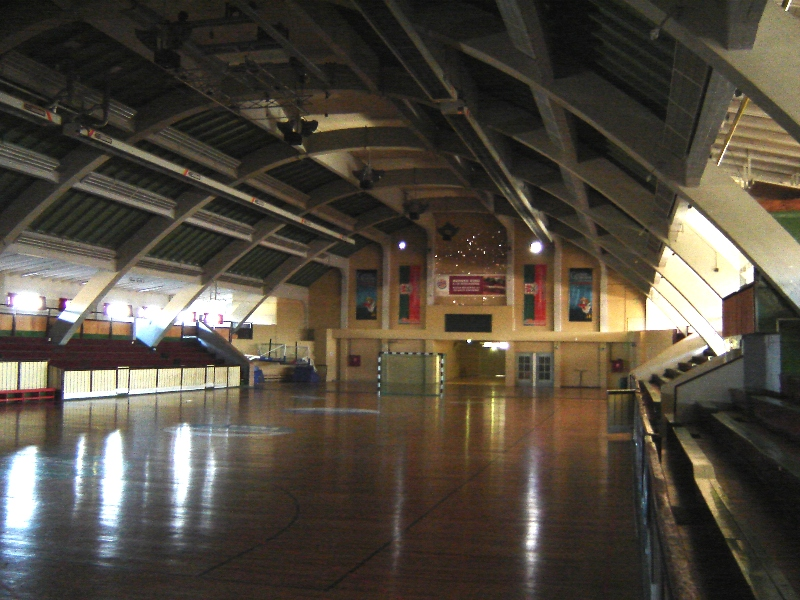
Innenraum der Halle (November 2006)

Die Halle am Klaus-Miesner-Platz ist das erste kommunale Bauwerk, das nach dem Ersten Weltkrieg im Stil des „Neuen Bauens“ errichtet wurde. Sie wurde ursprünglich als Viehmarkt- und Ausstellungshalle nach Plänen der Magdeburger Architekten Bruno Taut und Johannes Göderitz 1922 fertiggestellt und erhielt den Namen „Halle Land und Stadt“.
Das Bauwerk besteht aus einer Stahlbeton-Skelettkonstruktion, zu der acht flach gewölbte Bogenbinder gehören. Die Bogenbinder haben eine Stützweite von 35 Metern, und ihr Scheitelpunkt liegt bei zwölf Metern. Durch Horizontalverstrebungen hat die Decke eine kassettenförmige Gestalt. Ursprünglich erfolgte der Lichteinlass über ein durchgehendes Oberlicht im Scheitel der Bogenbinder und durch große Glasfenster an den Stirnseiten. Die Halle hat eine Länge von 75 Metern, ist 35 Meter breit und verfügt heute über etwa 2000 Sitzplätze.
Als 1955 das Gebäude in eine Sporthalle umgebaut wurde, beseitigte man das Oberlicht und fügte Fenster an den Längsseiten an. Auch die Giebelverglasung und der Eingangsbereich wurden umgestaltet. Da durch die neue Nutzung der alte Name nicht mehr passte, benannte der SED-dominierte Rat der Stadt die Halle nach dem relativ unbekannten Gewerkschaftsfunktionär Hermann Gieseler, der 1948 bei einem Arbeitsunfall in Magdeburg ums Leben gekommen war.
Die Hermann-Gieseler-Halle steht heute unter Denkmalschutz. 2013 wurde beschlossen, die Halle grundlegend zu sanieren und zu einer modernen Multifunktionshalle umzubauen. Wichtigste Umbauten sind feste Deckenkonstruktionen zum Beispiel für Basketballkörbe, die Erneuerung des Parkettbodens, ein kompletter Bandenumlauf, der Einbau einer ausreichenden Anzeigetechnik, eine fernsehtaugliche Beleuchtung, der Einbau eines Kraftraumes und eines Gymnastikraumes. Wegen des schlechten baulichen Zustandes wurde dieses Vorhaben allerdings nicht umgesetzt.
2016 hatte die Stadt Magdeburg die Halle an einen Investor verkauft. Nach einem Stadtratsvotum im Jahr 2020, welcher das Baurecht ablehnte, laufen derzeit (Februar 2021) Verhandlungen zur Rückabwicklung des Verkaufs. Unabhängig von den Verhandlungen befindet sich ein Ersatzneubau an einem anderen Standort (Lorenzweg) in Bau.

## Nutzung
Von 1957 bis hin zur Fertigstellung der Bördelandhalle (heute: GETEC Arena) 1997 war die Hermann-Gieseler-Halle Spielstätte des Handball-Erstligisten SC Magdeburg und war bekannt unter dem Spitznamen „Hermann-Gieseler-Hölle“, da in der Halle Meisterschaften und Europapokalsiege errungen wurden. Neben dem SC Magdeburg wurde die Halle auch für viele Länderspiele genutzt. So war sie Austragungsort der Handball-Weltmeisterschaft der Männer 1958 und der Handball-Weltmeisterschaft der Männer 1974. Seit der Einweihung der Bördelandhalle wird die Gieselerhalle neben dem Schulsport auch von der 2. Mannschaft des SC Magdeburg, den SCM Youngsters, genutzt, welche bis 2011 in der 2. Handball-Bundesliga spielte. Durch eine Ligareform mussten sie aber in die 3. Liga zwangsabsteigen. Außerdem trugen die Otto Baskets ihre Heimspiele der ProB in der Sporthalle aus.